# Tragédie du stade 3-Avril de Nzérékoré
La tragédie du stade 3-Avril de Nzérékoré est une bousculade survenue le 1er décembre 2024 à Nzérékoré en république de Guinée. Le drame a lieu durant un match de football lors du Tournoi de la refondation, doté du trophée Président Général Mamadi Doumbouya entre l’équipe de Labé et Nzérékoré  Lorsqu’une décision d’arbitrage est contestée par des supporters de Labé, les forces de l’ordre interviennent en usant de gaz lacrymogènes, ce qui provoque une panique. S’ensuit une bousculade dans le stade, entraînant la mort d'au moins 56 personnes et des centaines de blessés.

## Déroulement des faits
Le tournoi de la refondation en l'honneur des initiatives du président général Mamadi Doumbouya, organisé par l’alliance des jeunes leaders de la forêt débute 16 novembre 2024 en présence du général Amara Camara.
Le dimanche 1er décembre 2024, deux équipes représentant les villes de Labé et Nzérékoré s'affrontent en finale du tournoi, en présence de membres du gouvernement. Ce jour-là, le stade du 3-Avril de Nzérékoré, atteint sa capacité maximale tandis que sur le terrain, le coup d'envoi est donné. Au cours du match, une décision de l'arbitre qui donne un deuxième carton rouge à la 68e minute à un joueur de l’équipe de Labé déclenche la colère des supporters.
Présent au stade dans la délégation gouvernemental, le ministre de l’Agriculture et de l’Élevage, Felix Lamah, demande l'annulation du deuxième carton rouge. Quelques minutes plus tard, à la 83e minute, un penalty controversé est sifflé contre l'équipe de Labé, ravivant la frustration des supporters locaux. En réaction, ces derniers jettent des projectiles, notamment des cailloux, sur le terrain. Dans la panique, les forces de l'ordre tentent d'exfiltrer les autorités présentes, notamment le ministre des Sports Keamou Bogola Haba et Felix Lamah. Elles en sont empêchées par la foule, ce qui pousse les forces de sécurité à faire usage de gaz lacrymogènes pour la disperser,. Cherchant à sortir du stade, qui a une seule grande porte d'entrée et de sortie, de nombreuses personnes, parmi lesquels plusieurs mineurs, finissent étouffées ou piétinées au sol.
Le match est interrompu sur un score (1-0) en faveur de l'équipe de Nzérékoré. Le bilan officiel fait état de 56 morts et plusieurs blessés tandis que des sources hospitalières rapportées par RFI et l'AFP parlent de 130 cadavres,.
Dans la nuit du dimanche, des inconnus incendient le commissariat du premier arrondissement de la commune urbaine de Nzérékoré.
Le 3 décembre 2024, le collectif des organisations de droit de l'homme de la région de Nzérékoré dénombre 135 morts auprès des structures sanitaires, des familles, des chefs de quartiers et des proches disparus au stade. Le mardi 11 décembre 2024, le nombre passe à 150 avec notamment des enfants (élèves ou apprentis).
Le 14 février 2025, le collectif des organisations de droit de l'homme présenté le résultant de l'enquête qui fait état de 140 morts, 11 disparues et plusieurs blesses.

## Causes et procédures judiciaires
Le lendemain des évènements, le Premier ministre Bah Oury, le ministre secrétaire général de la Présidence, général Amara Camara et le ministre de l’Administration du Territoire et de la Décentralisation, Ibrahima Kalil Condé viennent sur place pour constater les faits.
Le président annonce la mise en place d'une commission d'enquête à la suite du drame, et le premier ministre a annoncé un deuil de trois jours à compter du mercredi 3 au vendredi 6 décembre 2024.
Le garde des sceaux Yaya Kairaba Kaba annonce l’ouverture d’enquêtes judiciaires pour établir les responsabilités et poursuivre les coupables. Sur le fondement de l’article 37 du Code de procédure pénale, il instruit le procureur général près la Cour d’appel de Kankan d’agir rapidement.
Le 10 decembre 2024, l’arbitre central de la rencontre est entendu par les enquêteurs et il lui a ete interdit la sortie de la sortie de la juridique de Nzérékoré jusqu’à la fin de l’enquête.
Le 10 mars 2025, le collectif des avocats ont porter plainte contre les organisateurs et les autorités civiles et militaire de Nzérékoré au tribunal de première instance de la ville,.

## Réactions
Dans un communiqué, le président Mamadi Doumbouya et le Premier ministre Bah Oury expriment leur tristesse et souhaité un prompt rétablissement aux blessés et appelé au retour au calme dans la ville,.
La fédération guinéenne de football et le président de la Confédération africaine de football Patrice Motsepe expriment dans un communiqué « leur compassion pour les familles des victimes » et souhaitent « un prompt rétablissement des blessés »,.
Les leaders politiques, notamment Alpha Condé, Lansana Kouyaté, Cellou Dalein Diallo, Sidya Touré, Aliou Bah et les diplomates accrédités en Guinée notamment Troy Fitrell.
Les Nations unies font part de leur compassion et annoncé la mobilisation d'urgence pour venir en appui aux victimes et leurs familles,.
Le président de la république du Mali, le général Assimi Goïta, exprime ses sincères condoléances.

### Critiques
Dans la foulée, des critiques à l'encontre des promoteurs et organisateurs de ce tournoi de la refondation sont exprimées sur les réseaux sociaux, d'autant que le Comité national du rassemblement pour le développement (CNRD) a interdit les mouvements de soutien et les manifestations à caractère propagandiste en faveur du président depuis le 2021,.
Pour la coalition politique ANAD « les sentiments d’émotion qui nous submergent ne doivent pas nous empêcher de réfléchir aux causes profondes de ce drame. Depuis un certain temps, des tournois sont organisés à travers tout le pays dans le but de susciter et de soutenir la candidature illégale et inopportune du général Mamadi Doumbouya à la prochaine élection présidentielle. Or, nul n’ignore que l’article 46 de la Charte de la transition, qu’il a solennellement juré de respecter, ainsi que son engagement sur l’honneur de ne pas participer à cette échéance électorale, lui interdisent formellement une telle démarche... ».
Le Front national pour la défense de la Constitution (FNDC), en plus de présenter ses condoléances aux familles endeuillées, qualifie cette tragédie de « campagne de propagande organisée par la junte militaire au pouvoir et le gouvernement guinéen en faveur de la candidature de Mamadi Doumbouya. »,
Pour l'artiste Elie Kamano, « Général Amara Camara et tous les organisateurs de ce tournoi tenu à N’zérékoré doivent être mis aux arrêts pour complicité de crime au second degré ».
Pour l'écrivain Tierno Monénembo, « Personne ne nous fera croire que le drame survenu ce 1er décembre au stade de Nzérékoré est un accident. Tout a été fait pour qu'il en soit ainsi, qu'un match de football censé divertir des jeunes se termine par 56 morts et des centaines de blessés et de disparus ».
Samira Daoud, directrice régionale d’Amnesty International pour l’Afrique de l'Ouest et l’Afrique centrale, demande « une enquête indépendante, impartiale et la garantie du droit à la liberté d’expression de ce drame »,.